# 多沃利諾耶區
54°29′32″N 79°40′22″E / 54.49222°N 79.67278°E
多沃利諾耶區（俄语：Доволенский район），是俄羅斯的一個區，位於該國南部，由新西伯利亞州負責管轄，面積4,422平方公里，2010年人口17,405，人口密度每平方公里3.94人。